# روضة كناعنة
روضة كناعنة، (بالإنجليزية: Rhoda Ann Kanaaneh) هي دكتورة فلسطينية ولدت في عرابة في الجليل الأعلى، ومختصّة في أنثروبولوجيا وعلم الاجتماع ودراسات النوع الاجتماعي(الجندر). لها ثلاثة مؤلفات وتعمل محاضرة في الجامعات الأمريكية والأوربية مثل جامعات نيويورك وهارفرد. ابنة حاتم كناعنة.

## مسيرتها العلمية
حصلت على الدكتوراة من جامعة كولومبيا عام 1998 بتخصص الانثروبولوجيا والاجتماعية والثقافية مع التركيز على الجند والعولمة في الشرق الأوسط. عملت عام 2003 استاذة مساعدة في الجامعة الأمريكية في واشنطن العاصمة. وفي عام 2008 عملت أستاذة زائرة في قسم دراسات الشرق الأوسط والإسلام في جامعة نيويورك، وعملت محاضرة في الإنثروبولوجيا ودراسات الجندر في جامعة نيويورك وواشنطن. حصلت على زمالات من جامعة في جامعة هارفارد ومعهد الجامعة الأوروبية وكولومبيا.

## اصداراتها العلمية
حمل كتبها الأول عنوان، ولادة الأمة: استراتيجيات النساء الفلسطينيات في إسرائيل، الصادر عن جامعة كاليفورنيا عام 2002.
والكتاب الثاني باسم انعدام الأمن: الجنود العرب في الجيش الإسرائيلي، الصادر عام 2009.
اما كتابها الثالث فحمل عنوان المشرّدون في البيت: الانتماءات الإثنية والنوع الاجتماعي في المجتمع الفلسطيني في إسرائيل، الصادر عن ساني بريس عام 2010. حررته بالمشاركة مع إيزيس نصير. 